# شهرستان زلنودولسکی
شهرستان زلنودولسکی (به لاتین: Zelenodolsky District) یک شهرستان در روسیه است که در تاتارستان واقع شده‌است.